# 尼尔·阿伯克龙比

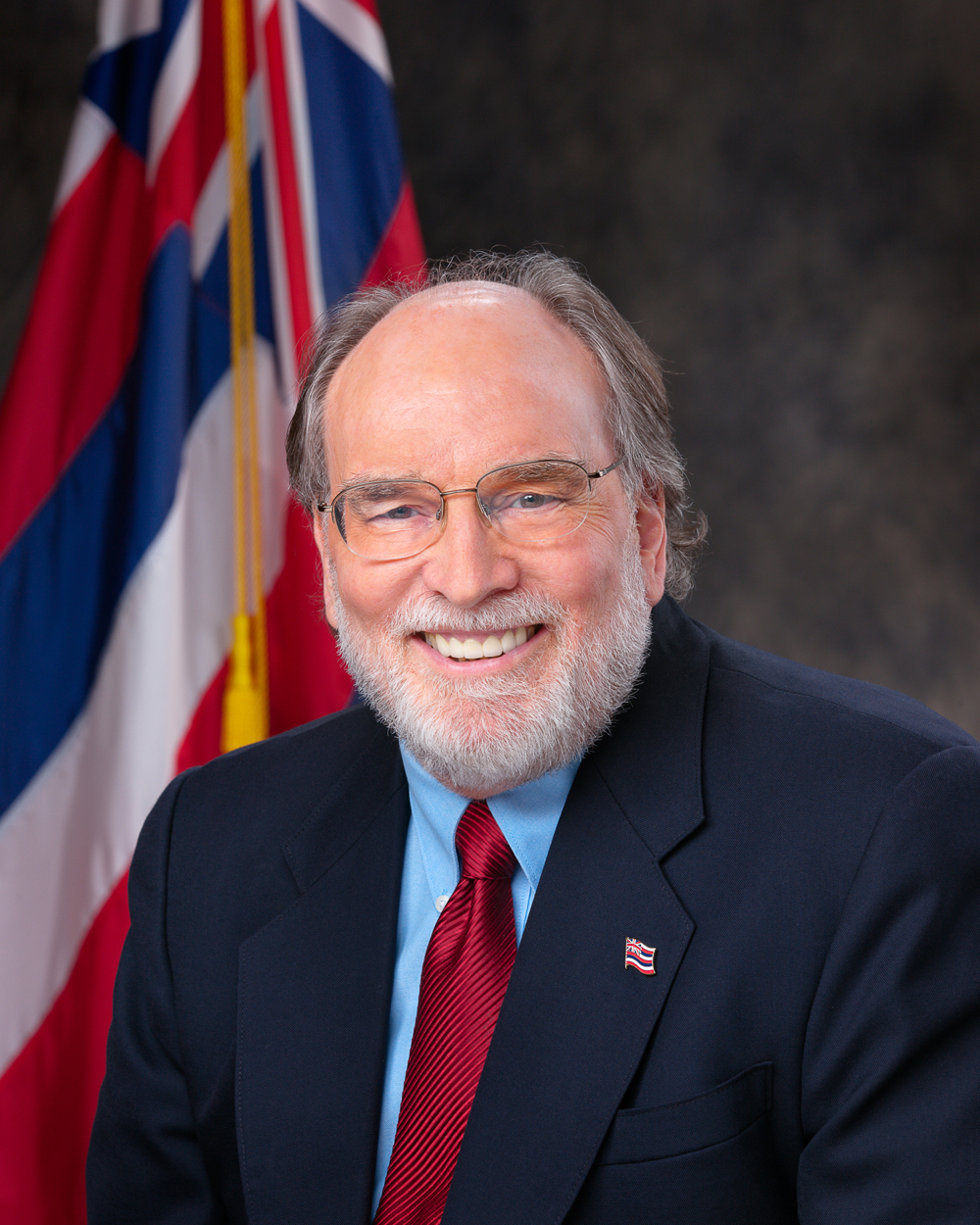

尼尔·阿伯克龙比（英語：Neil Abercrombie，1938年6月26日—），美国政治人物，民主黨人。2010年12月至2014年12月担任夏威夷州州长，为该州第7任州长。

## 生平
尼尔·阿伯克龙比生于纽约州布法罗市，毕业于夏威夷大学马诺阿分校。1975年，当选夏威夷州众议院议员，开始其政治生涯。1979年，当选夏威夷州参议院议员。